# Yousri Sbai
Yousri Sbai (Nijmegen, 8 augustus 2004) is een Nederlands-Marokkaans voetballer die doorgaans speelt als verdediger. Hij komt uit voor N.E.C.

## Clubcarrière
Sbai begon met voetballen bij DVOL uit Lent, waarna hij in 2013 overstapte naar de jeugdopleiding van N.E.C. Hij doorliep daar de gehele jeugdopleiding en zat op 1 februari 2025 voor het eerst op de bank bij het eerste, tegen PSV (3-3), maar kwam niet in actie. Hij tekende in maart 2025 zijn eerste profcontract voor de Nijmeegse club. Op 11 mei 2025 debuteerde Sbai in het eerste van N.E.C., tegen Ajax (3-0). Hij kwam tien minuten voor tijd in de ploeg voor Brayann Pereira.

## Statistieken
| Seizoen | Club   | Competitie | Competitie | Competitie | Beker | Beker | Overig | Overig | Totaal | Totaal |
| Seizoen | Club   | Competitie | Wed.       | Dlp.       | Wed.  | Dlp.  | Wed.   | Dlp.   | Wed.   | Dlp.   |
| ------- | ------ | ---------- | ---------- | ---------- | ----- | ----- | ------ | ------ | ------ | ------ |
| 2024/25 | N.E.C. | Eredivisie | 2          | 0          | 0     | 0     | 0      | 0      | 2      | 0      |
| 2025/26 | N.E.C. | Eredivisie | 1          | 0          | 0     | 0     | 0      | 0      | 1      | 0      |
| Totaal  | Totaal | Totaal     | 3          | 0          | 0     | 0     | 0      | 0      | 3      | 0      |

Bijgewerkt op 20 augustus 2025.